# Zawadów (Łódź)
Pour les articles homonymes, voir Zawadów.
Zawadów (prononciation [zaˈvaduf]) est un village de la gmina de Bełchatów, du powiat de Bełchatów, dans la voïvodie de Łódź, situé dans le centre de la Pologne.
Il se situe à environ 9 kilomètres au sud-est de Bełchatów (siège de la gmina et du powiat) et 55 kilomètres au sud de Łódź (capitale de la voïvodie).
Sa population s'élève approximativement à 220 habitants.

## Administration
De 1975 à 1998, le village est attaché administrativement à l'ancienne voïvodie de Piotrków.

Depuis 1999, il fait partie de la nouvelle voïvodie de Łódź.